# Yirgalem Fisseha Mebrahtu
Yirgalem Fisseha Mebrahtu (en amárico: ይርጋለም ፍስሃ መብራቱ; nacida en 1981) es una poeta, escritora y periodista eritrea. En 2009, fue arrestada por el régimen de Eritrea y encarcelada ilegalmente. Desde 2018 vive exiliada en Múnich con el apoyo del PEN Center Germany.

## Primeros años y carrera
Nacida en 1981 en Adi Keyh, Yirgalem Fisseha Mebrahtu ha escrito poesía desde que era una niña y desde mediados de la década de 1990 ha participado en eventos literarios, primero en su escuela y luego en medios privados y estatales. Fundó el Club de Literatura Adi Keyh con otros jóvenes escritores, que formaba parte de una red de grupos similares percibidos como reanimadores de la literatura eritrea. Hasta que se prohibieron los medios privados de comunicación en 2001, trabajó como periodista independiente y publicó poemas en revistas literarias. En 2002 asistió al Instituto de Formación de Profesores en la capital Asmara. Desde septiembre de 2003 hasta febrero de 2009, fue escritora, presentadora y directora de programas en la estación de radio Radio Bana del Ministerio de Educación de Eritrea. Allí produjo noticias de salud, entrevistó a médicos y brindó información sobre el VIH.

## Encarcelamiento y exilio

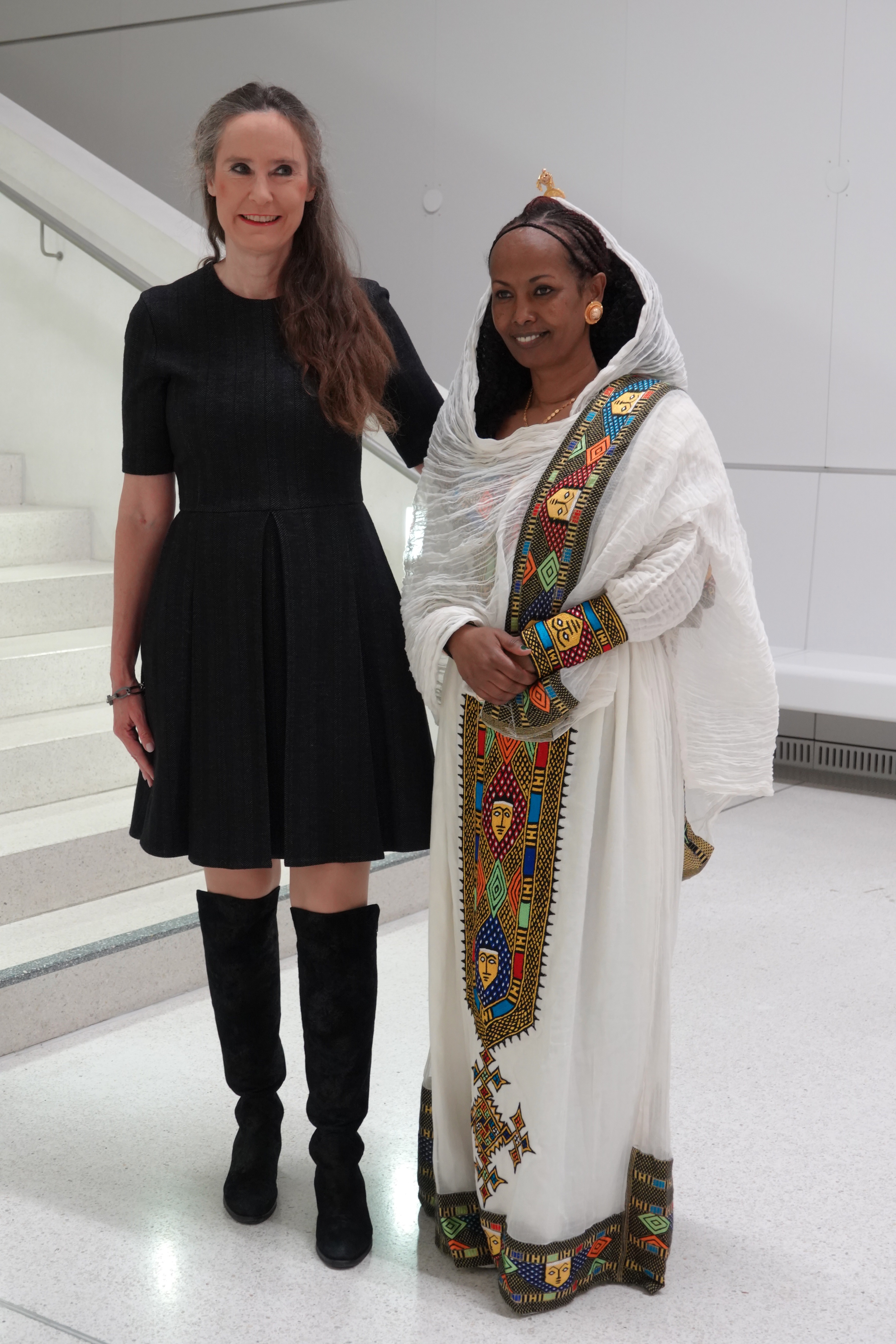
Tanja Kinkel y Yirgalem Fisseha Mebrahtu, ganadora del premio Georg Elser.

El 9 de febrero de 2009 fue detenida junto con unas 30 personas más en el edificio de la emisora de radio, siendo ella la única mujer entre los detenidos. Fue acusada de tener vínculos con medios de comunicación extranjeros; otros cargos arbitrarios incluyeron presuntamente conspirar para asesinar al presidente y menospreciar a los políticos. Pasó los dos primeros años en régimen de aislamiento en la prisión de Mai Swra, donde también fue torturada. Después de 6 años en prisión sin cargos y sin juicio, fue liberada en 2015. Alrededor de 2017 intentó huir de Eritrea, pero fue arrestada en la frontera y encarcelada nuevamente durante cuatro meses. Después de su liberación, logró escapar a Uganda. Otros periodistas que recibieron malos tratos similares incluyen: Bereket Misghina, Basilios Zemo y Meles Negusse Kiflu.
Las circunstancias de su encarcelamiento recibieron una gran atención de los medios internacionales, en el contexto de un debate sobre derechos humanos en Eritrea. Fue apoyada por PEN Internacional. En 2014, Reporteros sin Fronteras la incluyó en su primera lista de los 100 héroes de la libertad de prensa.
En diciembre de 2018, pudo venir a Múnich como beneficiaria de la beca Writers-in-Exile del Centro PEN de Alemania. Su sucesora en el departamento de PEN fue Stella Nyanzi.

## Poesía
En 2019, publicó 130 poemas escritos antes del encarcelamiento y después de su liberación del exilio. Aparecieron por primera vez como ኣለኹ (Estoy viva) escrito en tigriña, en 2022 se publicó la traducción al alemán. Según el editor, los poemas se dividen en dos categorías: «la calma, la cobardía y la modestia y el coraje» por un lado y «el punto álgido de la tensión, el campo de batalla del vicio y la decencia, la violencia y la justicia, la destrucción y la continuidad de las generaciones, persecución y muerte» por el otro. En 2022 se publicaron en tigriña 33 cuentos y ensayos en los que se liberó de su persecución y eligió temas más libres.